# Loch Gorm (sjö i Storbritannien, Highland)
Loch Gorm är en sjö i Storbritannien.   Den ligger i kommunen Highland och riksdelen Skottland, i den norra delen av landet, 700 km norr om huvudstaden London. Loch Gorm ligger 538 meter över havet.  Trakten runt Loch Gorm består i huvudsak av gräsmarker.